# 紳士同盟†
《紳士同盟》，又稱《紳士同盟CROSS》，日文原名，是日本漫畫家種村有菜的少女漫畫作品。
以帝國學園為舞台、學生會為中心的校園愛情喜劇。自2004年9月號起連載於日本漫畫月刊《Ribon》。在種村有菜的作品中是連載最久的（過去連載最長的作品是『神風怪盜』、『尋找滿月』的30話）。2004年12月号发行应征者全员大Service DRAMA CD。

## 故事簡介
乙宮灰音是貴族學校「帝國學園」的高等部女生。帝國學園依照學生家裡的財富狀況，將他們分成金、銀、銅3個等級，而灰音是在地位最低的銅等級。灰音心裡一直暗戀著帝國學園學生會會長「東宮閑雅」（俗稱皇帝）。因為某件事為契機，灰音加入了學生會，擔任學生會的保鑣兼打雜。更成為了皇帝為了避免女生的追求的假戀人（現在則是真的戀人），地位變成學園中僅有一人的白金。
實際上，現在的東宮閑雅並不是本人，而是閑雅的雙胞胎哥哥「東宮高成」，閑雅因病而不能去學校，所以由高成代替（本身這件事除了東宮家的人和灰音之外，無人知曉，但在第42話被全體學生會成員知道）。灰音小時候喜歡的那本繪本是高成畫的，在灰音墮落的時候拉了她一把的是閑雅。而灰音也發現，她喜歡的其實是高成…
雖然灰音知道自己喜歡的是高成，但也喜歡著灰音的閑雅也不斷破壞他們的關係。同時，灰音得知一個驚天動地的消息…

## 登場人物

### 主要登場人物
(聲：DRAMA CD)
乙宮灰音　舊姓：香宮 現在階級“白金” 舊階級“銅”（聲：桑島法子）
生日：1月21日　血型：O型
本作的女主角。學生會的打雜兼保鑣。乙宮家的長女兼養女。
幼年時，看了繪本《難以忘懷的魔女之歌》後，一直對作者「東宮閑雅」抱持著愛慕。原本是香宮家的長女，但被香宮和仁以金錢交換成為乙宮家的養女，因此對以金錢解決事情相當敏感。
中學時是不良少女，被稱為「海灘的灰姑娘」。閑雅在那時候遇見了她，並接納了她。為了支持乙宮家的經濟，在學校打工，不過在某次因緣巧合之下，加入了學生會。用腦過度時頭會發熱，運動神經極佳。不擅長的科目是現代國語，在台詞中出現錯字是她的特色。在為了離開不良少女集團的打架中，斷了2顆門牙，只要假牙脫落便會暴走。
性格單純又天真（有點神經大條），溫和且體貼人心，完全沒發覺她的弟弟乙宮草芽對她的愛慕。
其實不是香宮和仁的孩子，是乙宮樹和香宮舞加的孩子。
最愛的還是高成。
人氣投票第2名。
東宮高成　現在階級“金”（聲：諏訪部順一）
生日：10月17日　血型：A型
閑雅的雙胞胎哥哥。東宮閑雅的替身（影武者），帝國學園第48代學生會會長（皇帝）。唯一的金，在學園中有最高權力。
初期是沉默寡言的個性。在女學生間很受歡迎。關於變成學生會長有著各式各樣的傳言，但是本人並沒有明說。
一開始討厭作為閑雅的替身被灰音喜歡著，不過漸漸被灰音單純的心所吸引而喜歡她。
在作為高成向灰音表白後，個性變得更加坦率，也經常笑。好像完全變了一個人。
《難以忘懷的魔女之歌》的真正作者（書上作者是寫東宮閑雅）“以後送給我愛的人……東宮高成”。
人氣投票第4名。
東宮閑雅　現在階級“金”
生日：10月17日　血型：A型
小時候參加宴會時曾經被灰音告白。在灰音還是不良少女的時候遇見的是東宮閑雅。
因為身體有病（白血病），不能過度運動。
對高成態度傲慢只是對高成抱持的愧疚，認為以前的事是他害的（藏石頭以致於高成輸掉試煉），所以不想讓高成原諒他。
對灰音十分和善，喜歡著灰音。
人氣投票第16名。

### 高等部學生會成員
天宮潮　現在階級“銀”（聲：堀江由衣）
生日：2月27日　血型：A型
學生會的書記。母親是茶道掌門人，父親經營房地產。父母不和睦。灰音的好友。
其實是父親情人的女兒（私生女），但由於正室並無小孩，作為接班人進入了天宮家。平時沉默寡言且無表情，不過近來常露出笑容。頭腦聰穎姿容端麗，被男學生稱為「紫陽花之君」。
和灰音以外的學生會會員相處融洽。在第31話吻了灰音。
對灰音表達自己的真心後，甩了所有戀人關係的男生。
成宮千里喜歡她，在後來灰音與真央羅的詢問下坦承喜歡成宮千里。
人氣投票第3名。
真央羅/一之宮由貴（港譯：Maora） 現在階級“銀”（聲：種村有菜）
生日：8月8日　血型：AB型
學生會的企劃和會計。父母是設計師和髮型藝術師。或許因為這個原因，手指靈巧，擅長化妝。學生制服更是親手做的。頭腦聰穎，成績次於閑雅（高成）。在登場人物中是最腹黑的「策略家」。
平時上學是女生裝扮，其實是個男生。在中等部是人盡皆知的事情，但灰音是高等部才進入帝國學園，所以並不知情（現在已知）。端莊秀麗（女裝時擅長化妝），即使是女性裝扮仍有男性的魅力，因此女生的支持度很高。初戀的對象是過宮真栗，和真栗是青梅竹馬的關係。
校長拜託他做學園的郵差。在郵差的身分曝光後，作為由貴向灰音表白，並提出閑雅（高成）的罷免案。這個罷免案圓滿的平息之後，和真栗關係變好（對灰音說出「昨晚我們在一起了。」的意義深遠的話）。
人氣投票第5名。
過宮真栗　現在階級“銀”（聲：野島健兒）
生日：11月3日　血型：A型
學生會的副會長。家裡是黑道。風紀委員過宮征光的弟弟。
進入高等部後，對東宮閑雅（高成）抱持著愛慕。始終對真央羅的感情無法確定。幾乎公開作為同性戀的事。性格不坦率，言詞態度差，不過常常鼓勵灰音。對閑雅（高成）死心之後視他為好友。對郵差先生（其實就是　真央羅/一之宮由貴）抱持愛慕之心。
年幼時，為了接住從樹上不慎摔落的由貴，頭上逢了5針。從此之後，為了使白色的繃帶不顯眼而把頭髮染成金色。和真央羅關係變好後，白色的繃帶並沒有再帶在頭上。
人氣投票第6名。

### 高等部學生會關係者
十夜　現在階級“銀”
生日：5月31日　血型：A型
為高成一生服務，東宮家最年輕的僕人。5歲時被高成收留，以「頭髮像夜晚一樣黑，十月十日被收留」為由，取名「十夜」。因此十夜主張自己生日為10月10日。（最後喜歡上黎依子）
人氣投票第10名。
成宮千里（聲：坪井智浩）
生日：9月27日　血型：A型
東宮家的執事，學園的保健醫生。
喜歡可愛的女生。外表也隨隨便便。被天宮潮吸引，知道她對灰音的感情。是個怪人。從16歲開始在東宮家服侍，其後喜歡上高成和閑雅的母親東宮抄花。還曾經答應抄花不找到另一個心愛的人之前絕不拿下眼鏡（和潮告白後，把潮帶到抄花死去的地方，才摘下眼鏡）。高中時代非常認真，對服侍閑雅的桐彬來說是個憧憬。
人氣投票第17名。
過宮征光　現在階級“銀”（聲：森訓久）
生日：11月11日　血型：B型
過宮真栗的哥哥。是閑雅之前的皇帝（學生會長），不過因為東宮家命令千里策劃而下臺，因此成為「邪魔外道」的首領。閑雅（高成）命令「外道」解散時，打算襲擊閑雅（高成），不過因為灰音而被一網打盡。因為天宮潮很可愛而對她一見鍾情。在文化節的「告白大會」上表白，不過卻被潮裝傻回應。
現在與其他「外道」的成員擔任風紀委員，皮膚也從黑變成白。擔任風紀委員長，不過，隱約期盼著再次當上皇帝。
人氣投票第22名。

### 學園關係者
理惠子　現在階級“銅”（聲：佐藤朱）
灰音的朋友。暱稱是「黎依子」。喜歡著十夜。
人氣投票第24名。
司　現在階級“銅”（聲：小暮英麻）
灰音的朋友。
人氣投票第20名。
警衛先生（修特拉·立宮三世）（聲：杉山紀彰）
與灰音一樣是學園的工讀生。體格小，卻是學校的警衛。瑞士出生的德國系瑞士人。
穿著英國風的服裝，多媒體部部長的哥哥。其實是有錢人，與郵差先生是好朋友。秘密身分是學園長。
人氣投票第13名。
郵差先生（声：種村有菜）
與灰音一樣是學園的工讀生。
其實他就是真央羅，因為校長要求他幫助閑雅，便掩飾其身分作為郵差工作著。被發現身分之後仍繼續其工作。
人氣投票第8名。
立宮由美子　現在階級“銀”
生日：4月24日　血型：B型
多媒體部部長，修特拉的妹妹。率領其2個成員搜索校園中爆炸性消息。對閑雅抱持著愛慕之心。剛開始討厭身為白金的灰音，不過最近漸漸認可。
人氣投票第29名。
琴宮水城　  現在階級“銀”
草芽的好友，擔任中等部學生會的書記。
喜歡女生，與草芽相比較擅長與女生相處。因此周圍總有女生圍繞。可是為了小牧從來沒有認真過。
人氣投票第11名。

### 香宮家
香宮和仁
生日：12月21日　血型：A型
帝國學園第39代皇帝。沉默寡言、冷靜沉著讓人難以親近。
一生中唯一的摯愛是舞加，因為害怕她離自己而去，所以把舞加囚禁在房間裡。
與灰音幾乎沒說過話。為了重整公司、讓她不受自己管束，將灰音以5千萬日圓賣給乙宮家當養女。唯一一次送給灰音的禮物是《難以忘懷的魔女之歌》。
制定白金制度。學生時代，奪走乙宮樹皇帝的寶座，也奪去乙宮樹當時的戀人舞加。
雖然對灰音看似冷漠，其實十分的關心她，只是不知道該怎麼表達。
知道舞加即使嫁給自己還是喜歡著樹，但因為自己無法對舞加放手，又看見灰音越長越像舞加，才會把灰音送到乙宮家。
人氣投票第18名。
香宮舞加　舊姓：璃宮
生日：3月15日　血型：O型
灰音的親生母親。第一代白金。從灰音當了乙宮家養女的那天和誕下香宮橘後，便漸漸失去記憶。
學生時代與乙宮樹交往。
後來灰音的身世之謎真相大白後哭著對香宮和仁說喜歡他。
失去記憶的原因是因為發現自己愛上了香宮和仁，不再喜歡乙宮樹
從香宮和仁的母親口中知道自己是和仁生命中最重要的人
人氣投票第8名。
香宮小牧　現在階級“銀”
生日：6月12日　血型：A型
灰音的妹妹。帝國學園中等部學生會會長。黑波浪捲髮，個性強橫，但很為灰音著想。
最初為了了解灰音的生活，任命乙宮草芽為副會長，不過，卻喜歡上了草芽。現在與草芽交往。
人氣投票第1名。
香宮橘　現在階級“銀”
生日：10月18日　血型：A型
灰音的弟弟。帝國學園初等部１年級。
初次見到灰音時並不知道她就是他的姐姐，只覺得跟媽媽很像。集訓時認識了灰音。經常與草芽爭奪灰音。
人氣投票第20名。

### 乙宮家
乙宮樹
生日：6月30日　血型：A型
灰音的親生父親。帝國學園第38代皇帝。個性溫厚。與綠香一見鍾情後結婚。
學生時代與舞加交往。
人氣投票第7名。
乙宮綠香（声：增田由纪）
生日：2月24日　血型：O型
帶著與前夫所生的孩子草芽和樹再婚。性格溫厚。愛好編織、料理，在學生時代喜歡（崇拜）過舞加。
人氣投票第30名。
乙宮草芽　現在階級“銀”（声：柳井久代）
生日：5月1日　血型：AB型
綠香與前夫所生的孩子，灰音的弟弟。帝國學園中等部學生會副會長。
因為成績優異，不斷累積積分到銀階級。灰音對他的感情完全沒有注意到，還被灰音誤解為喜歡小牧。被小牧告白，不能拒絕、勉強交往著，後來發覺自己喜歡小牧，成為真正的戀人。
人氣投票第26名。

### 東宮家
桐彬
生日：4月12日　血型：A型
東宮家服侍閑雅的人，千里的部下。
個性一本正經、冷靜沉著。稱呼千里為「最終兵器」。對閑雅非常忠誠。
人氣投票第31名。
東宮愁一郎
高成與閑雅的祖父。
東宮抄花
東宮莢果的雙胞胎妹妹，高成與閑雅的親生母親。
身體虛弱，和千里以前是戀人。產後與千里私奔，因身體不好而死去。
為東宮莢果的替身。
東宮莢果
東宮抄花的雙胞胎姊姊，高成與閑雅的母親〔阿姨〕。
鼓勵灰音和高成在一起的立場。
東宮春日
當不良少女時的稱號為「暗黑人魚公主」。
高成的親戚，跟灰音是朋友。
在灰音還是不良少女時就認識，兩人曾有「倩女雙煞」的稱號。

## 用語
階級制度
帝國學園依照學生家裡的財富狀況，將他們分成金、銀、銅３個等級（白金例外）。
- 金

只有高等部學生會會長一人。學園的最高權力者。有私人的房間。連銀級的學生謁見也需要手續。
- 銀

捐大筆金錢給學園者可得此階級。大部分為富豪、名門。少數靠累積積分（一萬分）得到此階級（草芽即是）。能進入空中花園可享受自取貫物的餐廳，校服襯衫自由。
- 銅

最低的階層。可以享用學生食堂。校服質樸。擅自進入空中花園的話，一定會被扣分500分。
- 白金

只有皇帝的戀人一人的階級，金以下、銀以上的特別階級。
因為通常皇帝的女友是銀級，如果皇帝喜歡銅級生，就會升到白金級。歷代的白金有92%與皇帝結婚。創立者是香宮和仁，第一代的白金是香宮舞加（原本應該是乙宮樹的女朋友）。
外道
以過宮征光為中心，由５人組成的組織。之後全體擔任學生會風紀委員。
多媒體部
部長立宮。主要負責學園的新聞及號外宣傳、網站管理，日夜追著學園的明星軍團（主要是學生會的成員）的爆炸性消息。
部員A、B相當崇拜立宮。
難以忘懷的魔女之歌
本作中虛構的繪本。作者被認為是閑雅，不過真正的作者是高成。一次灰音生日時，香宮和仁送她這本繪本，因此為契機，灰音對作者閑雅（其實是高成）抱持著愛慕之心。

## 出版書籍

### 漫畫
| 卷數 | 集英社 | 尖端出版                            |
| ---- | --- | ----------------------------------- |
| 1    | 2005年2月15日 ISBN 4-08-856590-8 | 2005年8月12日 EAN 471-0614-37677-9  |
| 1    | 第1－4話 番外篇〈〉（主角：天宮潮） |                                     |
| 2    | 2005年7月15日 ISBN 4-08-856623-8 | 2006年3月21日 EAN 471-0614-37678-6  |
| 2    | 第5－9話 |                                     |
| 3    | 2005年12月15日 ISBN 4-08-856656-4 | 2006年5月9日 EAN 471-0614-37679-3   |
| 3    | 第10－14話 |                                     |
| 4    | 2006年5月15日 ISBN 4-08-856681-5 | 2006年8月18日 EAN 471-0614-37680-9  |
| 4    | 第15－18話 番外篇〈〉（主角：一之宮由貴（過去話）） 番外篇〈〉（主角：十夜） 番外篇〈〉（主角：香宮小牧） 番外篇〈〉（主角：郵差先生） 番外篇〈〉（主角：理惠子） |                                     |
| 5    | 2006年9月15日 ISBN 4-08-856703-X | 2006年12月15日 EAN 471-7702-20779-3 |
| 5    | 第19－22話 番外篇〈〉（主角：乙宮草芽） |                                     |
| 6    | 2007年1月15日 ISBN 978-4-08-856721-1 | 2007年5月22日 EAN 471-7702-21099-1  |
| 6    | 第23－27話 番外篇〈〉（主角：乙宮草芽） |                                     |
| 7    | 2007年5月15日 ISBN 978-4-08-856741-9 | 2007年10月19日 EAN 471-7702-21268-1 |
| 7    | 第28－32話 番外篇〈〉（主角：一之宮由貴） |                                     |
| 8    | 2007年9月14日 ISBN 978-4-08-856767-9 | 2008年2月14日 EAN 471-7702-21269-8  |
| 8    | 第33－35話 番外篇〈〉（主角：歐克里馬克里、帕魯） 番外篇〈〉（主角：天宮潮） 短篇《》 |                                     |
| 9    | 2008年1月15日 ISBN 978-4-08-856793-8 | 2008年7月11日 EAN 471-7702-21270-4  |
| 9    | 第36－39話 番外篇〈〉（主角：巧克力老師） |                                     |
| 10   | 2008年5月15日 ISBN 978-4-08-856812-6 ［特裝版］ISBN 978-4-08-782173-4 | 2009年2月7日 EAN 471-7702-21854-6   |
| 10   | 第40－44話 ［特裝版］難以忘懷的魔女之歌（繪本）／高成著 |                                     |
| 11   | 2008年11月14日 ISBN 978-4-08-856849-2 ［特裝版］ISBN 978-4-08-782192-5 | 2009年8月13日 EAN 471-7702-22359-5  |
| 11   | 第45－47話（最終話） 番外篇〈〉（主角：乙宮灰音、東宮高成） 番外篇〈episode 1:STRAWBERRY TIME〉（主角：香宮和仁、舞加） 番外篇〈episode 2:〉（主角：成宮千里、天宮潮） 番外篇〈episode 3:catch your heart〉（主角：辻宮真栗、真央羅） 短篇《》 番外篇〈〉（主角：天宮潮） 紳士同盟 設定資料集 ［特裝版］插畫撲克牌 |                                     |

### 插畫集
2008年6月13日發售、ISBN 978-4-08-782172-7

## 外部連結
- （日語）
- （日語）
- （繁體中文）尖端漫畫集數列表 （页面存档备份，存于）